# Moto Morini
| Moto Morini 175 cc Tresette Sprint uit 1958                                            |
| Moto Morini brak in de jaren zeventig door met lichte en snelle V-twins, zoals deze 3½ |

Moto Morini is een Italiaans motorfietsmerk dat in de jaren tachtig leek te zijn verdwenen maar eind 2004 weer op de markt verscheen.
De Italiaanse naam is: Fabbrica Italiana Motocicli Morini, Bologna.
Het is een Italiaans merk dat in 1936 werd opgericht door Alfonso Morini, die in 1924 een van de oprichters van het merk MM was. In 1936 begon Morini voor zichzelf.
Voor zijn eigen merk bouwde hij eerst snelle 123 cc tweetakten, later 174 cc tweetakten en zeer snelle kopkleppers en OHC-motoren. Daarnaast ook driewielige bestelwagentjes. Morini was succesvol in races, onder andere met Tarquinio Provini.
De fabriek werd na Alfonso's dood in 1969 voortgezet door zijn dochter Gabriella. De latere toermodellen waren vrijwel zonder uitzondering V-twins tot 500 cc. Een turbo-uitvoering die rond 1981 werd gepresenteerd haalde het productiestadium niet.
De fabriek werd in 1987 overgenomen door Cagiva. Uiteindelijk werd de productie van motorfietsen onder de naam Morini in 1991 gestopt, de fabriek werd tot 1997 gebruikt voor de productie van andere merken binnen de Cagiva-groep. Franco Morini (zie onder) bracht in 2004 twee nieuwe modellen onder de naam Moto Morini op de markt.
Sinds 1996 was het bedrijf in handen van Piaggio. In april 2011 zou de inboedel van het failliete Moto Morini geveild worden, maar er werd geen bod uitgebracht. In het najaar van 2011 werd de naam alsnog gekocht door Sandro Capotosi en Ruggeromassimo Jannuzzelli, die € 1.960.000,= betaalden en de holding Eagle Bike oprichtten. Deze naam verwees naar de arend in het Moto Morini-logo. Men wilde met 30 voormalige werknemers de productie opnieuw opstarten.

## Morini Franco Motori
Bij de overname van Ducati door Texas Pacific Group werd ook Moto Morini overgenomen. TPG verkocht het merk echter aan een neef van Alfonso, Franco Morini (Morini Franco Motori). Het bedrijf van Franco Morini maakte als sinds 1954 lichte tweetaktmotortjes, onder andere voor Aprilia, Hyosung, Peugeot, Malaguti, Italjet en het 900 cc driecilinderblok van de Benelli 900 Tre Novecento. Morini Franco Motori is feitelijk een ander bedrijf dan Moto Morini.
In 2003 kwam het bericht dat Franco Morini het merk Morini weer terug wilde brengen. Dit met financiële steun van de drie gebroeders Berti. Eind 2004 presenteerde het merk twee sportieve V-twin-modellen:
de 1200 Corsaro en de 9½ (als eerbetoon aan de roemruchte 3½). Beide bevatten ze het door Franco Lambertini ontworpen, 1187cc 87° V-twin motorblok.
Lambertini was ook de ontwerper van de 3½ die in 1971 gepresenteerd werd.